# 石川義雄
石川 義雄（いしかわ よしお、1908年（明治41年）6月9日 - 1994年（平成6年）3月26日）は、昭和時代の政治家。北海道名寄市長。

## 経歴
名寄市出身。東京帝国大学経済学部卒業。大野土建専務取締役。
1974年（昭和49年）より名寄市長に3選し、1986年（昭和61年）まで務めた。ほか、名寄軟式庭球連盟、名寄将棋連盟各会長などを歴任した。

## 栄典
勲章等
- 1988年（昭和63年）9月20日 - 名寄市名誉市民[8][5]
- 1989年（平成元年） - 勲五等双光旭日章[1]